# Майк Макмейгон (старший)
Майкл Клеренс Макмейгон Ст. (англ. Michael Clarence McMahon Sr., 1 лютого 1915, Броквіл — 3 грудня 1974) — канадський хокеїст, що грав на позиції захисника.
Його син, Майк Макмейгон (молодший), також був гравцем НХЛ.

## Ігрова кар'єра
Професійну хокейну кар'єру розпочав 1942 року.
Протягом професійної клубної ігрової кар'єри, що тривала 8 років, протягом трьох сезонів грав у НХЛ, захищаючи кольори команд «Монреаль Канадієнс» та «Бостон Брюїнс». Провів 57 ігор у НХЛ. Решту часу провів у командах нижчих північноамериканських ліг.
Граючи за команду «Монреаль Канадієнс» став володарем Кубка Стенлі.